# Xylopia hypolampra
Xylopia hypolampra Mildbr. – gatunek rośliny z rodziny flaszowcowatych (Annonaceae Juss.). Występuje naturalnie w Kamerunie, Republice Środkowoafrykańskiej, Gabonie oraz Kongo. 

## Morfologia
PokrójZimozielone drzewo dorastające do 30–40 m wysokości. Kora jest włóknista i ma pomarańczową barwę, wydziela zapach. Młode pędy są owłosione. Drzewo ma korzenie podporowe.
LiścieMają lancetowaty kształt. Mierzą 4–8,5 cm długości oraz 1,5–2 szerokości. Są prawie skórzaste, owłosione od spodu. Nasada liścia jest klinowa. Wierzchołek jest spiczasty. Ogonek liściowy jest owłosiony i dorasta do 2–5 cm długości.
KwiatySą pojedyncze. Rozwijają się w kątach pędów. Działki kielicha są owłosione, mają owalnie trójkątny kształt i dorastają do 2–3 mm długości. Płatki są żółtawe. Mają liniowy kształt i dorastają do 2,2–3,3 cm długości. Są owłosione, prawie takie same. Słupków jest do 7 do 10. Są omszone i mierzą 1 mm długości.
OwoceZłożone z prawie siedzących rozłupni. Mają podłużnie jajowaty kształt. Osiągają 4–5 cm długości oraz 1,5–3 cm średnicy.

## Biologia i ekologia
Rośnie w wilgotnych lasach